# Tylosema humifusa
Tylosema humifusa là một loài thực vật có hoa trong họ Đậu. Loài này được (Pic.Serm. & Roti Mich.) Brenan miêu tả khoa học đầu tiên.